# Christine Laser
Christine Laser, geb. Bodner (* 19. März 1951 in Mattstedt) ist eine ehemalige deutsche Leichtathletin, die – für die DDR startend – bei den Olympischen Spielen 1976 die Silbermedaille im Fünfkampf gewann.

## Leben
Sie wurde 1968 bei den Junioren-Europaspielen Sechste. In München erreichte sie bei den Olympischen Spielen 1972 Platz vier (4671 Punkte). Ein weiterer Erfolg war der Gewinn des Europapokals im Mehrkampf 1975 mit der DDR-Mannschaft. Dort wurde sie in der Einzelwertung hinter Burglinde Pollak Zweite.
Bei den Olympischen Spielen 1976 in Montreal gewann Laser die Silbermedaille. Sie erzielte dabei mit 4745 Punkten dasselbe Endergebnis wie ihre Mannschafts- und Klubkameradin Sigrun Siegl. Da sie in drei der fünf Disziplinen eine schlechtere Leistung als Siegl hatte, wurde sie gemäß IAAF-Reglement auf den zweiten Platz gesetzt. Ihre Einzelleistungen bei diesem Wettkampf: 13,55 s – 14,29 m – 1,78 m – 6,27 m – 23,48 s. Für den Gewinn der Silbermedaille wurde sie mit dem Vaterländischen Verdienstorden in Bronze ausgezeichnet. Bei den nächsten Olympischen Spielen in Moskau gab sie nach der zweiten Disziplin, dem Kugelstoßen, verletzungsbedingt auf.
Laser startete für den SC Turbine Erfurt und trainierte bei Siegfried Meißner. In ihrer Wettkampfzeit war sie 1,79 m groß und wog 67 kg. In den nach der Wende öffentlich gewordenen Unterlagen zum Staatsdoping in der DDR fand sich bei den gedopten Sportlerinnen auch der Name von Laser.
Sie heiratete 1973 den 400-Meter-Hürdenläufer Jürgen Laser (Bestzeit: 50,0 s). Nach ihrer Sportlerkarriere wurde sie Sportlehrerin an der Hochschule für Musik Franz Liszt Weimar. Sie lebt in ihrem Geburtsort Mattstedt.